# Коруджа
Коруджа (рум. Corugea) — село у повіті Тулча в Румунії. Входить до складу комуни Касімча.
Село розташоване на відстані 180 км на схід від Бухареста, 61 км на південний захід від Тулчі, 66 км на північ від Констанци, 80 км на південь від Галаца.

## Населення
За даними перепису населення 2002 року у селі проживали 525 осіб.
Національний склад населення села:
| Національність | Кількість осіб | Відсоток |
| -------------- | -------------- | -------- |
| румуни         | 487            | 92,8%    |
| цигани         | 37             | 7,0%     |

Рідною мовою назвали:
| Мова      | Кількість осіб | Відсоток |
| --------- | -------------- | -------- |
| румунська | 488            | 93,0%    |
| циганська | 23             | 4,4%     |
| татарська | 11             | 2,1%     |